# Joeropsis pentagona
Joeropsis pentagona är en kräftdjursart som beskrevs av Brian Frederick Kensley och Marilyn Schotte 2002. Joeropsis pentagona ingår i släktet Joeropsis och familjen Joeropsididae.
Artens utbredningsområde är Seychellerna. Inga underarter finns listade i Catalogue of Life.